# Trinitit

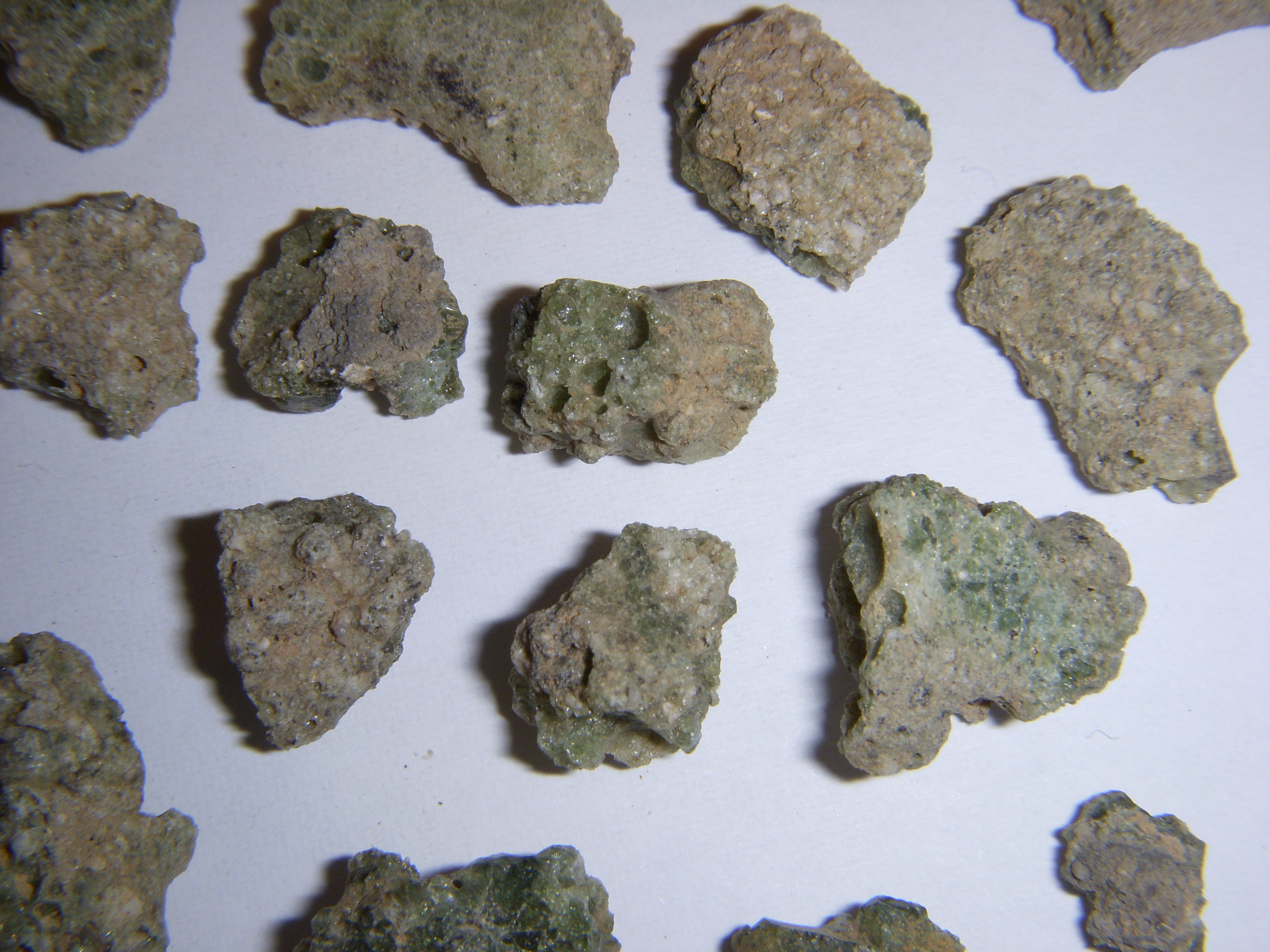
Bucăți de trinit

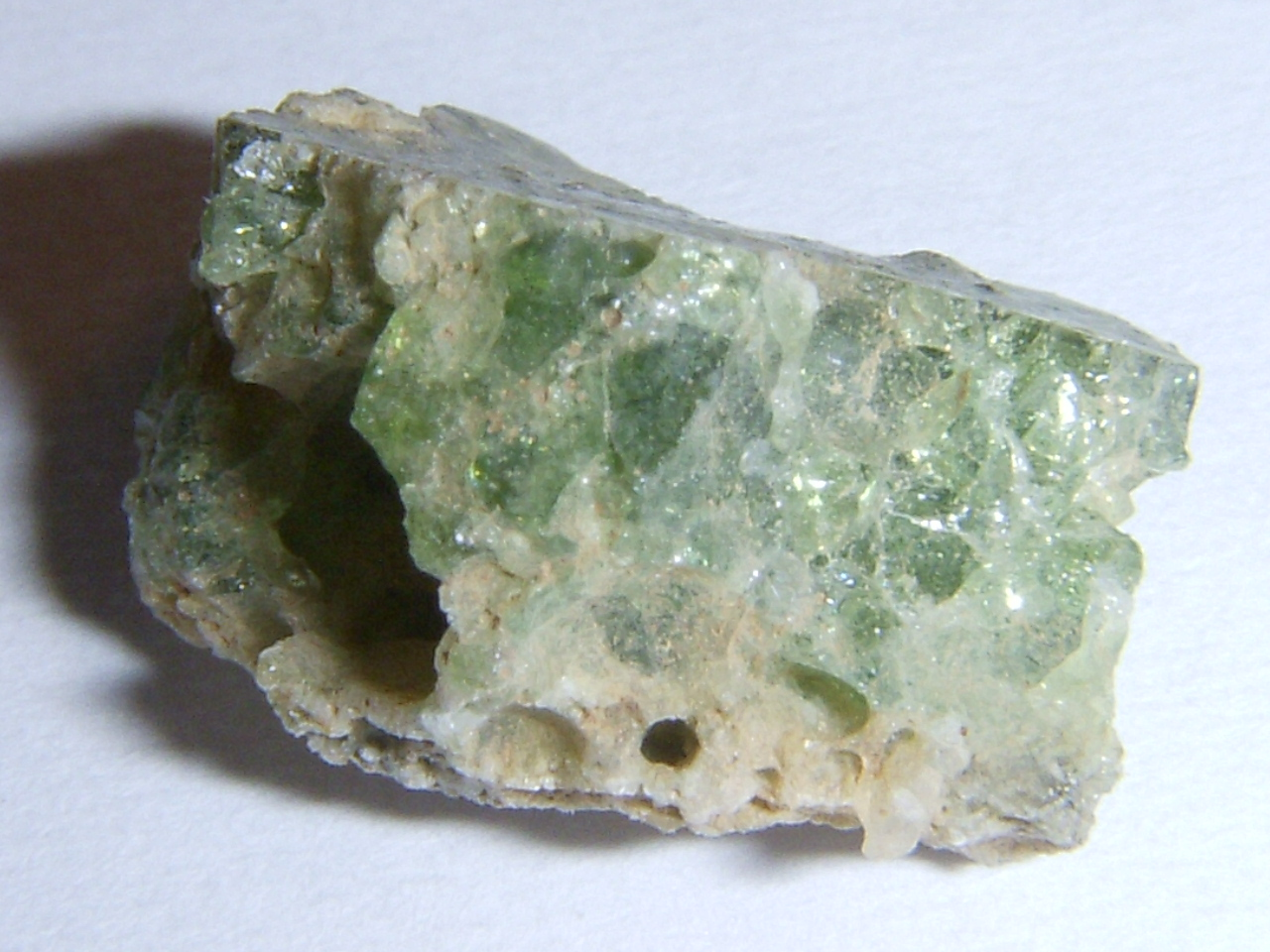
Detaliu asupra trinititului, vedere laterală

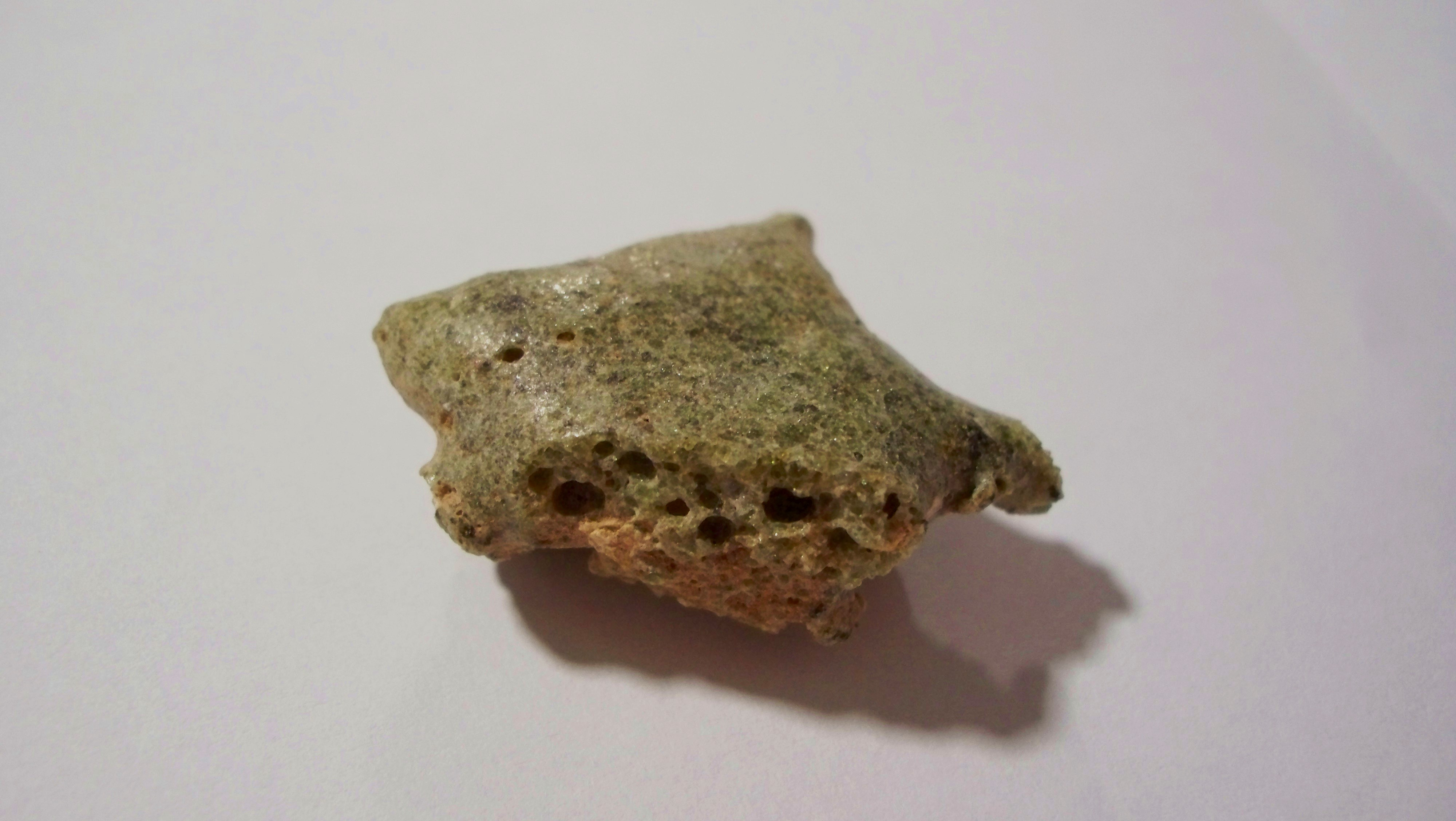
Trinitit

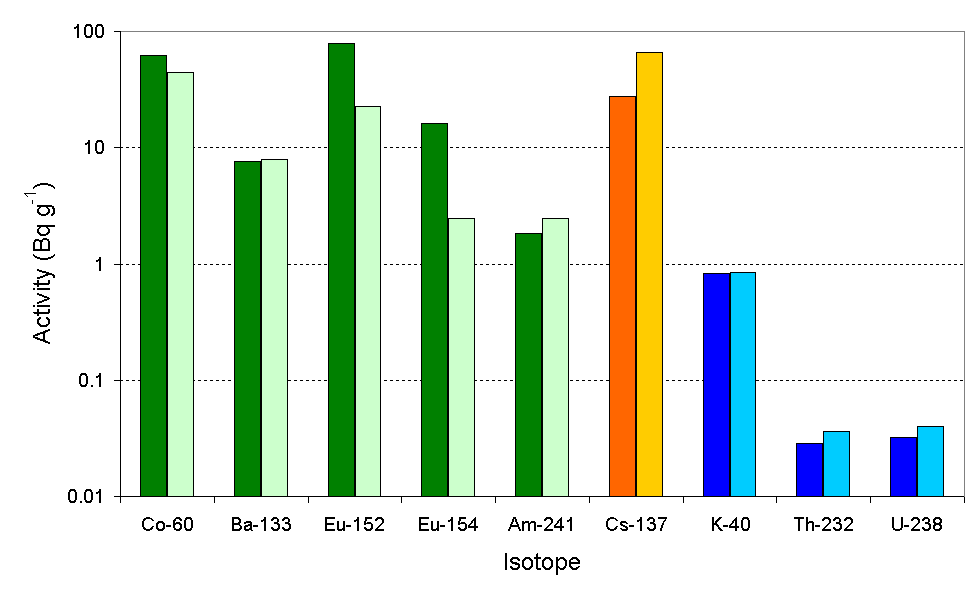
Nivelurile de radioactivitate din două probe diferite din sticla de trinitit la momentul exploziei, măsurate prin spectroscopie gama

Trinititul (cunoscut de asemenea, sub numele de atomsit sau sticlă Alamogordo) este un reziduu vitros depus pe sufrafața deșertică în urma testului nuclear Trinity efectuat la 16 iulie 1945, în apropiere de Alamogordo, New Mexico. Trinititul este format în principal din nisip arcozic, la rândul său compus din granule de cuarț și feldspat (majoritar microclin, minoritar plagioclaz și cantități reduse de calcit, hornblendă și augit într-o matrice de argilă nisipoasă) care au fost topită de explozia nucleară. Are de obicei culoarea verde deschis, deși aceasta poate varia. Este slab radioactiv, dar poate fi manevrat în deplină siguranță.
La sfârșitul anilor 1940 și începutul anilor 1950, mostrele au fost adunate și vândute colecționarilor de minerale cu titlu de noutate. Urme ale materialului pot fi găsite astăzi la situl Trinity, deși cea mai mare parte a fost escavată și îngropată de către United States Atomic Energy Commission în 1953. În prezent este ilegal să se recolteze materialul rămas în sit; totuși, materialul care a fost luat înainte de această interdicție se află însă în diverse colecții. 

## Formare
Robert Hermes (cercetător în cadrul Laboratorului Național Los Alamos) și cercetătorul independent WIlliam Strickfaden au concluzionat în 2005 că cea mai mare parte a mineralului s-a format din nisipul care a fost absorbit în ciuperca nucleară și care s-a depus sub formă lichidă.
Aceste dovezi au fost susținute de F. Belloni et al. într-un studiu din 2011 bazat pe tehnici de imagistică și spectrometrie nucleară.
Sticla a fost descrisă ca fiind „un strat de 1 până la 2 cm grosime, suprafața exterioară fiind marcată prezența unui strat subțire de praf care s-a depus pe ea în timp ce era încă topită. În interior se află un film mai gros de material parțial topit, prezent în solul din care a fost derivat. Culoarea sticlei este verde pal, iar materialul este extrem de poros, cu o dimensiune a bulelor care variază până la grosimea totală a specimenului.” 
Având în vedere temperatura necesară topirii nisipului în forma vitroasă (aproximativ 1470 oC) s-a estimat un consum de energie termică de aproximativ 4,3×1019 erg (sau 4,3×1012 joule) pentru formarea sticlei.

## Trinit fals
Există multe falsuri cunoscute în circulație printre colecționari. Aceste falsuri folosesc o varietate de mijloace pentru a obține aspectul de sticlă verde, precum și o radioactivitatea moderată; totuși, numai trinititul provenit de la o explozie nucleară va conține anumiți produși de activare neutronică, care nu se găsesc în minereurile și mineralele naturale radioactive. Spectroscopia gama poate fi utilizată pentru a determina dacă și din ce explozie nucleară provine un anumit specimen. 

## Minerale de tip trinitit
Ocazional, numele trinitit este utilizat pentru a îngloba pe scară largă toate resturile vitroase ale testelor nucleare, nu doar ale testului Trinity.
Fragmente vitroase negre de nisip topit solidificat au fost colectate de pe situl francez de testare din Algeria (Reggane). Similar, un analog de trinitit – poros, negru – este prezent la poligonul Semipalatinsk din Kazahstan; acesta poartă numele generic kharitoncit, fiind numit astfel în onoarea lui Yulii Borisovici Khariton, unul dintre cei mai importanți oameni de știință ai armatei ruse nucleare.

## Minerale naturale de tip trinitit
Trinititul are mai mulți omologi naturali.

### Fulgurit
În timp ce trinititul și materialele similare sunt antropogene, fulguritul – găsit în multe regiuni expuse furtunilor și în deșerturi – sunt tuburi, picături, bulgări sau cruste vitroase formate în mod natural. Sunt compuse din nisip de tip cuarț, silice, biomasă, argilă sau alte tipuri de sol și sedimente și sunt generate de trăsnete. 

### Sticle de impact
Un material asemănător cu trinitul poate fi format prin impactul meteoriților, sub formă de impactit.

## Utilizarea în industria bijuteriilor
Pentru o vreme s-a crezut că trinititul nu ar fi deosebit de periculos. Astfel, a fost comercializat ca fiind potrivit pentru utilizarea în producerea de bijuterii după 1945.

## Lectură suplimetară
Recent onsite gamma measurements at the Trinity Test Site and a comparison to Trinitite samples 2011.PDF